# Front Assist
Front Assist – w samochodach marki Volkswagen system aktywnego monitorowania odległości od poprzedzającego pojazdu.
Czujnik radarowy monitoruje odległość od poprzedzającego pojazdu i ostrzega wizualnie i dźwiękowo kierowcę gdy odległość jest zbyt mała. W niebezpiecznych sytuacjach system ten wysyła krótki impuls hamowania, który ma na celu zwrócenie uwagi kierowcy na konieczność zmniejszenia prędkości lub hamowania awaryjnego. System ten wstępnie zwiększa ciśnienie w układzie hamulcowym, aby osiągnąć maksymalna skuteczność ewentualnego hamowania awaryjnego.